# Albrecht II. von Regenstein
Albrecht II. von Regenstein (* um 1293; † 1349) war Graf von Regenstein. Ihm wird fälschlicherweise nachgesagt, ein Raubritter gewesen zu sein.

## Leben
Albrecht II. war Sohn von Graf Ulrich III. von Regenstein in Heimburg (1287–1322) und Gräfin Sophie von Anhalt, wurde 1310 Regent der Grafschaft und heiratete nach 1319 die Gräfin Oda von Falkenstein, vor 1337 die Gräfin Jutta von Anhalt-Zerbst, Tochter von Albrecht I.; er hatte 13 Geschwister. Ein Grund der gewaltsamen Auseinandersetzungen der Regensteiner Grafen mit dem Bischof von Halberstadt war der Streit um das Erbe der Grafschaft Falkenstein im Harz.
Der Legende nach wurde er im Rathaus Quedlinburg vom 7. Juli 1336 bis zum 20. März 1338 in einem hölzernen Kasten (Raubgrafenkasten) gefangen gehalten, der im Schlossmuseum besichtigt werden kann.
Im Frühjahr 1336 war es zu einem Streit zwischen Albrecht II. von Regenstein und dem Bischof von Halberstadt gekommen. Albrecht überfiel daraufhin die Quedlinburger Feldflur und besetzte die Neustadt. Nach verschiedenen Kämpfen wurde er im Juli (in der Nähe der Gersdorfer Burg) gefasst. Am 22. März 1338 wurde nach längeren Schlichtungsverhandlungen die Sühneurkunde ausgestellt, in der die Regensteiner den Bischof von Halberstadt als Schutzherrn Quedlinburgs, dessen Neustadt 1300 aus Geldmangel zum Regensteiner Lehen geworden war, anerkannten.
1349 wurde er durch Attentäter, gedungen von Bischof Albrecht II. von Halberstadt, ermordet.

## Kinder
- Albrecht III. von Regenstein (1341–1365)
- Sophie von Regenstein (1328)
- Irmgard von Regenstein (1332) ⚭ Gerhard III. von Beichlingen-Rothenburg, ⚭ Heinrich VII. von Gleichen-Heimburg
- Bernhard II. von Regenstein (1341–1358) ⚭ Magda von Plauen
- Ulrich VI. von Regenstein (1333–1353)

## Albrecht von Regenstein als literarische Figur
- Gottfried August Bürger, Der Raubgraf
- Theodor Fontane, Cécile
- Julius Wolff, Der Raubgraf
- Gerhard Beutel, Der Stadthauptmann von Quedlinburg, Verlag Neues Leben, Berlin, DDR, 1972 (Jugendbuch), ISBN 978-3355004183